# Holacanthus clarionensis
El ángel de Clarión (Holacanthus clarionensis) es una especie de pez endémico del Archipiélago Revillagigedo. Esta especie pertenece a la familia Pomacanthidae.

## Clasificación y descripción
Es un pez de la familia Pomacanthidae del orden Aulupidormes. Tiene un cuerpo alto y comprimido. La coloración de los adultos es naranja-marrón, con una banda naranja brillante detrás la cabeza café, los juveniles pequeños son color naranja-marrón y presentan barras angostas azules en el costado y un par de barras similares en la cabeza. Este pez alcanza una talla máxima de 20 cm.  Es un pez omnívoro, su dieta se compone de algas, esponjas, tunicados y algunos organismos sésiles como crustáceos y moluscos. El ángel de Clarión es una de las especies marinas de ornato mexicanas más apreciadas, razón por la que se le captura de manera ilegal.

## Distribución geográfica
Es una especie endémica de las Islas Revillagigedo, siendo residente de Isla Clarión e Isla Socorro, aunque también se ha reportado en el sur del Golfo de California y la Isla Clipperton.

## Ambiente
El ángel Clarión es un pez marino que se encuentra asociado a arrecifes rocosos y coralinos de aguas claras; puede encontrarse en profundidades de hasta 30 m.

## Estado de conservación
Su población se considera estable. En México se considera una especie endémica, se encuentra enlistada en la Norma Oficial Mexicana 059 (NOM-059-SEMARNAT-2010) bajo la categoría Sujeta a Protección Especial (Pr). En la Lista Roja de la Unión Internacional para la Conservación de la Naturaleza (UICN) se encuentra considerada como Vulnerable.